# Periclistus
Periclistus is een geslacht van vliesvleugelige insecten van de familie Echte galwespen (Cynipidae).

## Soorten
- P. brandtii (Ratzeburg, 1831)
- P. caninae (Hartig, 1840)
- P. spinosissimae Dettmer, 1924